# 彭家浩
彭家浩（英語：Jordan Pang Ka-ho，1998年4月—），港韓混血，曾任香港中西區區議會西環選區議員。彭畢業於香港大學政治及公共行政學系，後於香港科技大學商學院取得環球營運管理碩士，曾為香港大學學生會外務副會長、香港大學學生會評議會時事委員會署理主席以及前維多利亞社區協會西環區社區主任。2019年香港區議會選舉中，彭在中西區區議會西環選區擊敗尋求連任的民建聯「三料議員」（即行政會議、立法會、區議會議員）張國鈞，是香港區議會選舉歷史上第二年輕的區議員。擔任區議員以來，彭家浩積極參與地區城市規劃，包括改善公共空間以及提升公眾參與。

## 簡歷

### 背景
彭家浩的爸爸是香港人，媽媽是韓國大邱人，於成年後前往香港定居。

### 學生時期

#### 中學時期奪發明冠軍獎
彭家浩曾經在初中時期參加由香港青年協會、教育局及香港科學館合辦，創新科技署及香港科技園公司支持的「香港學生科學比賽」，並奪得初中發明品組冠軍。

#### 參與香港大學學生會
彭家浩於2016年入讀香港大學社會科學系，主修政治及公共行政學系，利瑪竇宿舍宿生。2018年，他參與香港大學學生會選舉補選，並成功當選外務副會長，避過斷莊危機，同年擔任香港大學學生會時事委員會署理主席。2019年，他亦擔任香港大學學生會時事委員會署理主席。

### 與多家院校學生會成員收到恐嚇短訊
2019年8月，多家院校學生會成員收到恐嚇短訊，內容更披露父母姓名及住所地址。其中香港大學學生會評議會時事委員會署理主席彭家浩收到恐嚇短訊，對方更指「出得嚟行，預咗要還 ⋯ 殺你老母全家」。彭家浩聯同浸大學生會會長方仲賢、外務副會長梁兆玉，以及教育大學臨時行政委員會會長梁耀霆，舉行記者會交代方仲賢被捕一事，並公開一連串恐嚇事件。

### 從政生涯

#### 區議會選舉獲勝 擊敗「三料議員」
彭家浩在2018年年底擔任西環區社區主任，開展地區工作，服務西環區居民，並其後籌備參選中西區區議會選舉。參選除了是服務地區居民外，亦不想建制派能零成本自動當選。彭家浩直至投票日仍「打定輸數」，因對手張國鈞是民建聯「三料議員」，已連任兩屆兼知名度甚高。2019年11月24日區議會選舉當日，彭家浩成功擊敗張國鈞，打破西環選區24多年來均由建制派壟斷的局面。
| 政党   | 政党             | 候选人    | 票数  | %     | ±      |
| ------ | ---------------- | --------- | ----- | ----- | ------ |
|        | 民建聯           | ①. 張國鈞 | 2,494 | 42.93 | ▼ 8.52 |
|        | 獨立民主派       | ②. 黃美卿 | 40    | 0.69  | 不適用 |
|        | 維多利亞社區協會 | ③. 彭家浩 | 3,289 | 56.48 | 不適用 |
| 多数票 | 多数票           | 多数票    | 795   | 13.55 | 不適用 |

#### 政府收起垃圾桶引衛生問題　斥治標不治本
自2019年11月起，多區街上的垃圾桶都忽然失蹤，中西區候任區議員彭家浩指，垃圾桶被收起後，食環署曾在有關位置放置垃圾袋，不過，此舉亦衍生出衛生問題。「有時行人丟棄垃圾時，不會打開垃圾袋，所以有時候垃圾散落在地上。」彭家浩指，膠袋有時亦會出現破損，令垃圾掉出，而其容量亦不夠大，有時會出現垃圾自膠袋中溢出的情況，令街坊相當不滿。
彭家浩曾向署方反映有關問題，要求重置堅尼地城北街、卑路乍街的垃圾桶後，有關地點的垃圾桶已「歸位」。彭直指，堅尼地城並非示威活動的「高風險區域」，收起垃圾桶影響市民生活之餘，亦治標不治本：「即使不用垃圾桶，示威者也可以用其他雜物作路障，重要的是政府須正視為何香港人會上街示威。」

#### 接受香港電台左右紅藍綠訪問
2019年12月2日，彭家浩接受香港電台左右紅藍綠訪問。他表示，民主派應該守護民主價值之餘，為民生議題把關，處理民生議題的時候體現民主價值。彭指出，民主派素人應該趕快從勝利的喜悅走出來，開設辦事處及招聘助理，虛心向前輩學習如何營運辦事處，計劃好來年的活動日程，服務市民和社區。

#### 質詢鄧炳強　表示不是情緒宣洩　而是以事論事
2020年1月16日，時任警務處處長鄧炳強出席中西區區議會接受質詢。彭家浩質詢期間，表示不是情緒宣洩，而是以事論事。他表示從無反對警方存在，但警方應該檢視執法力度，反思過去七個月的工作。鄧炳強強調，同意任何人，包括警員及他自己犯法，都應該被捕。

#### 退出維多利亞社區協會
2020年6月30日，港版國安法生效前夕，維多利亞社區協會宣布停止運作。彭家浩亦早在維多利亞社區協會宣布暫停運作前退出維協，在區議會網站中，其政治聯繫寫上「獨立民主派」。

#### 改善區內公園及兒童遊樂場設施
2020年11月，彭家浩於中西區區議會地區工程及設施管理委員會提出「士美菲路兒童遊樂場改善工程」。彭建議透過「地方營造」(Place-making)諮詢居民，提供三方面改善遊樂場的意見：提升遊樂場設施的趣味性、美化植物和外觀，以及減少吸引市民到該處吸煙的因素，改善該處衞生和景觀，提升用地使用率，充分利用社區空間，成為區內吸引親子遊玩之處。其後，康文署聯同彭家浩及香港規劃師學會，於社區內進行公眾諮詢，以吸納居民意見，將意見反映予相關部門，設計以用家為主的遊樂場。
2021年6月，彭家浩於社交媒體公布「卑路乍灣公園兒童遊樂場（5-12歲）」設施已於2021年2月完成翻新，而「卑路乍灣公園兒童遊樂場（2-5歲）」亦即將翻新。彭表示於2020年6月徵詢居民對新遊樂場設施（2-5歲）之期望，不少居民表示希望可新增鞦韆、繩網等設施。 彭向康文署積極反映後，署方已完成有關招標的審批工作，中西區區議會亦通過撥款訂購親子鞦韆、小型繩網、氹氹轉等設施，預計2021年6月下旬開始進行工程，大約7月中完工。

#### 跟進卑路乍灣海濱長廊設施發展
2021年3月，彭家浩接受媒體報導，指卑路乍灣海濱長廊於2020年10月開放後，一直存在不少設施漏洞，例如狗公園圍牆過矮及欠缺遮擋設施等。彭指頻繁接獲街坊投訴，更有數宗狗隻因而走失的個案，促政府圍繞寵物角安裝更高的圍欄，若狗隻嘗試跳過時，仍有足夠的緩衝時間，讓主人可趕及出手阻止。另外，寵物角內的座椅並無設置上蓋，令市民及狗隻日曬雨淋，彭建議增設座椅及上蓋供市民使用。

#### 確定宣誓有效
2021年9月10日，政府根據《2021年公職（參選及任職）（雜項修訂）條例》，為中西區區議會、灣仔區議會、東區區議會和南區區議會的區議員舉行宣誓儀式。彭家浩在內的港島區區議員為首批宣誓的區議員，其後根據有關原則及相關的法律規定，監誓人確定彭家浩區議員的宣誓為有效宣誓。

#### 改善中西區足球場規劃及設備
2021年11月，彭家浩在中西區區議會上提出改善中西區足球場規劃及設備，康文署表示，將於 2021-22年度為「干德道配水庫遊樂場」及「科士街臨時遊樂場」的七人硬地足球場進行改善工程，改為符合國際足協標準五人足球場的尺寸，並計劃在薄扶林道遊樂場推展相關工程。彭表示希望署方能探討轉為五人及七人混用足球場的可行性，而非一下子改劃為五人場，因七人場乃香港特色和有其需求。
康文署亦將於2022年第一季為「中山紀念公園」的七人人造草地足球場進行翻新工程，工程項目包括更換第三代人造草地、翻新圍網、安裝飲水機等。康文署亦正與建築署研究究將中山紀念公園七人足球場改建為十一人足球場的可行性。此外，彭於會上要求在中西區設有籃球場或足球場的遊樂場增加自動心臟去顫器（AED機）。

## 對外關係
彭家浩與韓國執政黨國民力量的黨代表（黨魁）李俊錫相識，他曾於2019年期間與李俊錫在香港視察示威情形。在彭家浩當選區議員後，李俊錫在Facebook發文祝賀其當選，指出是「香港民主主義者取得偉大的勝利」。

## 區議會公職
- 區議會議員
- 財務委員會主席
- 政制及保安事務委員會委員
- 文化、教育、醫療、康樂及社會事務委員會委員
- 地區工程及設施管理委員會委員
- 樓宇管理、環境衞生及工務委員會委員
- 交通及運輸委員會委員
- 歷史城區及文物保育工作小組成員
- 中西區海濱工作小組成員
- 中西區城市規劃工作小組成員
- 檢討中西區區議會會議常規工作小組(非常設)成員
- 資訊科技工作小組成員
- 長者服務工作小組成員
- 健康社區工作小組成員
- 易行城市及電子道路收費工作小組成員
- 中西區環境改善及綠化美化工作小組成員
- 樓宇管理及反圍標工作小組成員
- 中西區動物友善工作小組成員
- 關注墟巿政策工作小組成員

## 外部連結
- 彭家浩的Facebook專頁